# Frank Pullara
Salvatore Frank Pullara (* um 1937; † 12. Februar 2019) war ein US-amerikanischer Jazzmusiker (Kontrabass, Arrangement, Komposition).

## Leben und Wirken
Pullara wuchs in Rochester (New York) auf; er lernte zunächst Klarinette und trat bereits mit zwölf Jahren in professionellen Bands auf. Er spielte auch Gitarre, Piano und Kontrabass, der sein Hauptinstrument wurde. In jungen Jahren arbeitete er in Las Vegas, um dann der Jazzband von Kai Winding anzugehören. Erste Aufnahmen entstanden 1961 in New York mit den Mangione Brothers (Spring Fever). Ab den frühen 1960er-Jahren war er als Musiker, Komponist und Arrangeur für Sal Nistico (Heavyweights, 1961), Joe Romano, Kathy Dodge, Barry Kiener, Dave Mancini, Jeff Tyzik und Steve Gadd tätig.
Für Chuck Mangione schrieb Pullara „Not Too Serious“; zu seinen weiteren Kompositionen gehören „Foloio 1“ und „Giving the Business“. Im Bereich des Jazz war er zwischen 1961 und 2000 an vier Aufnahmesessions beteiligt. In seinen späteren Jahren war er weiterhin in der Jazzszene von Rochester aktiv; so spielte er um 2015 mit Bill Dobbins und Mike Melito.

## Diskographische Hinweise
- Barry Kiener: Live at Strathallan (1982)
- Chuck Mangione: The Boys from Rochester (1989), mit Joe Romano, Gap Mangione, Steve Gadd
- Denis DiBlasio/Dave Mancini: Salt Peanuts (2000), mit Biff Hannon